# Acrotritia furcata
Acrotritia furcata är en kvalsterart som först beskrevs av Bayoumi och Sandór Mahunka 1979.  Acrotritia furcata ingår i släktet Acrotritia och familjen Euphthiracaridae. Inga underarter finns listade i Catalogue of Life.